# Dídim el Músic
Dídim el Músic (grec antic: Δίδυμος) va ser un teòric de la música a Alexandria en el segle i aC que va combinar elements de les aproximacions teòriques més primerenques amb una apreciació de l'aspecte de la interpretació. Fragments de la seva obra sobreviuen a través de les obres de Porfiri i Ptolemeu, els quals citen a Dídim com una autoritat de primer ordre pel que fa a la música de l'antiguitat.
Segons Andrew Barker, la seva intenció era recuperar i produir interpretacions contemporànies de la música de l'antiguitat grega. La coma sintònica és un interval de raó 81/80 que de vegades també és anomenada «coma de Dídim».